# L'Idée de justice
 (mars 2011).
Si vous disposez d'ouvrages ou d'articles de référence ou si vous connaissez des sites web de qualité traitant du thème abordé ici, merci de compléter l'article en donnant les références utiles à sa vérifiabilité et en les liant à la section « Notes et références ».
L'Idée de justice est un ouvrage de philosophie politique écrit par l'économiste et Prix Nobel indien Amartya Sen. Il est publié en France en 2010. L'ouvrage, dans sa version française, fait 560 pages de réflexion dense, en comptant un index des noms, un index thématique et des notes abondantes.

## Objectif deL'Idée de justice
Amartya Sen propose de penser la justice sociale et la mise en œuvre des institutions dans le cadre d'un débat avec le philosophe américain John Rawls. Il part de la conviction qu'avant de penser la Justice en soi et les institutions à bâtir en fonction de cette définition, il faut regarder les situations d'injustice. La comparaison entre les différentes solutions proposées permet d'une part de construire progressivement des moyens plus adaptés pour combattre ces injustices, d'autre part de proposer les meilleures conditions pour l'édification de la démocratie et de la Justice.
Indien d'origine, Amartya Sen enrichit la réflexion philosophique sur la justice, en dialoguant avec l'approche occidentale habituelle.
L'Idée de Justice comporte quatre grandes parties précédées d'une longue introduction qui expose les enjeux de l'exposé.

## Première partie: Les exigences de la justice
Dans l'introduction, Amartya Sen reprend les grands courants historiques qui traitent de la Justice Sociale, en dépassant le cadre de l'Europe, de la philosophie grecque et de la Philosophie des Lumières. L'Inde et bien d'autres lieux ont réfléchi et pratiqué des formes de démocratie et des conceptions de justice alternatives.
Un point important de cette introduction est la parabole de trois enfants qui revendiquent la propriété d'une flûte, avec des arguments différents selon la position où ils se trouvent (le producteur, le pauvre, l'artiste). Chacune des positions est légitime. Amartya Sen en déduit le fait qu'il n'existe pas de référentiel universel pour définir la Justice Sociale.
Dans les six chapitres de la première partie, l'auteur pose la question essentielle d'une définition objective de la Justice.
Dans le premier chapitre (Raison et objectivité), il insiste sur la nécessité de la raison pour ne pas laisser cette question à l'arbitraire. Mais en analysant diverses formes de cette raison, il met en valeur les différentes approches parfois contradictoires de cette raison et de la Justice elle-même.
Dans le second chapitre (Rawls et au-delà), il expose et discute les principes et les modalités de la Justice selon John Rawls : la justice comme équité ; la nécessité du voile d'ignorance et de l'unanimité pour éviter l'intrusion des intérêts privés dans la définition de la Justice ; le principe de liberté pour tous et de différence au profit des plus défavorisés. Amartya Sen soulève quelques difficultés, notamment celle concernant une définition univoque du concept de société juste.
Le troisième chapitre (Institutions et personnes) traite des institutions et de l'opportunité de fonder la justice sur des institutions au risque d'un fondamentalisme institutionnel. Amartya Sen conteste aussi les courants libéraux qui pensent que la justice sociale dérive naturellement des lois du marché.
Le chapitre quatre (voix et choix social) montre la distance entre ce qu'Amartya Sen appelle l'approche transcendantale de la Justice (celle de Rawls en particulier, mais aussi de nombreux autres courants historiques) et l'approche comparative qu'il suit. Après avoir démontré que l'approche transcendantale (qui définit la justice en soi) n'est ni nécessaire, ni suffisante, il propose une représentation de la justice où la comparaison entre les systèmes existants permet de tenir compte de l'évolution et des situations nouvelles ou complexes, d'une prise en compte concrète des injustices, des acteurs individuels et de ce qu'il appelle le raisonnement public, à savoir le débat permanent des acteurs de la démocratie.
Le chapitre cinq (impartialité et objectivité) revient sur la question de l'objectivité d'une définition de la justice. Il soulève la question du langage, de l'universalité, de l'herméneutique (interprétation) et de l'impartialité. Deux points sont remarquables : d'une part, le débat public, argumenté et ouvert ; d'autre part, l'appel à des jugements extérieurs (le spectateur impartial) lorsque des institutions sont définies dans une communauté ou un État particulier (les États-Unis de John Rawls, notamment).
Le chapitre six (impartialité ouverte et fermée) continue l'analyse entre impartialité fermée (nation, société) et impartialité ouverte (soumise à des jugements extérieurs)

## Deuxième partie: Formes de raisonnement
Cette partie est à la fois plus « épistémologique » et plus éthique, pourrait-on dire, avec quelques distinctions, éclairages et repérages divers et utiles.
Le chapitre sept (Position, pertinence et illusion) est un rappel (de bon sens) que toute observation est relative à la position où les analystes se situent, sorte de commentaire de la parabole des trois enfants... avec quelques illustrations concrètes (notamment un commentaire d'un passage d'évangile)
Dans le chapitre huit (La rationalité et les autres), Amartya Sen montre le décalage entre le rationnel et le réel, entre la théorie et la pratique. Il critique au passage les tenants de la théorie économique standard.
Le chapitre neuf (Pluralité des raisons impartiales) revient sur l'approche contractuelle de John Rawls et de la nécessité de la coopération et du dialogue pour penser la justice et la démocratie. Il propose également quelques réflexions sur le pouvoir.
Le chapitre dix (Réalisations, conséquences et agence) est une réflexion essentielle sur la distinction entre finalité et globalité. Une action ne vaut pas seulement par sa finalité, mais aussi par les moyens d'atteindre cette finalité (une approche globale). Il discute autour des philosophies conséquentialiste et déontologique (selon qu'une éthique tient compte des conséquences des choix et des actes, ou non), avec des développements venus de la philosophie indienne.

## Troisième partie: les matériaux de raisonnement
La troisième partie est très importante, dans la mesure où Amartya Sen développe sa propre approche concrète de la Justice, notamment celle qui passe par les "capabilités" (néologisme utilisé par les traducteurs de la pensée de Sen) pour aller au-delà de la philosophie de la Justice de Rawls fondée sur les « biens »
Le chapitre onze (Vies, libertés et capabilités) définit la capabilité et raisons de sa pertinence. Les définitions de la capabilité sont multiples : on notera surtout que la capabilité, mise en œuvre concrète de la liberté, tient compte non seulement de la liberté comme droit, mais aussi des possibilités réelles de cette liberté à atteindre ses objectifs et également des dimensions et implications collectives de cette liberté.
Suite logique du chapitre précédent, le chapitre douze (Capabilités et ressources) s'arrête sur la différence essentielle entre une approche de la justice sociale qui se contente du partage des ressources, et celle d'une vision plus large fondée sur les capabilités. L'exemple privilégié choisi est celui des handicapés.
Le chapitre treize (Bonheur, bien-être et capabilités) consacre de longs développements sur la distinction entre bonheur et bien-être, sous l'angle des capabilités. Il en profite pour faire le procès de l'utilitarisme.
Dernier chapitre de la troisième partie, le chapitre quatorze (Égalité et liberté) analyse cette fois le concept d'égalité sous l'angle des capabilités et des interdépendances sociales.

## Quatrième partie: Raisonnement public et démocratie
La dernière partie de l'ouvrage d'Amartya Sen est consacrée à la réflexion sur la démocratie en termes de « raisonnement public », par delà les conceptions de la justice en termes d'institutions. La démocratie n'est pas la somme d'institutions et des règles justes. Amartya Sen met ici en application sa conception sur diverses questions concrètes de la vie démocratique.
Le chapitre quinze (la démocratie comme raisonnement public) revient sur la démocratie comme raisonnement public à partir d'un retour historique, en montrant que l'Occident n'est pas seul à avoir réfléchi la question, même s'il a su poser les règles de droit. L'économiste indien met notamment en valeur l'importance de contre-pouvoirs, comme les médias par exemple.
Le chapitre seize (la pratique de la démocratie) est le plus concret de l'ensemble de l'ouvrage. Selon la méthode qu'il défend, Amartya Sen se penche sur les situations d'injustice (famine, sécurité, pratique politique, exclusions etc.) pour en extraire les nécessités d'institutions de justice adaptées.
Le Chapitre dix-sept (Droits humains et impératifs mondiaux) aborde la démocratie à l'échelle planétaire. L'auteur analyse les droits de l'homme, la liberté comme processus, dans un cadre mondialisé. Il reconnaît ne pas trop croire à l'efficacité des institutions mondiales qu'il respecte toutefois.
Dans le chapitre dix-huit (La Justice et le monde), Amartya Sen démontre la validité de l'indignation contre l'injustice et insiste sur la valeur de la justice effectivement réalisée (à l'échelle du monde). Il reprend de nombreuses pistes creusées tout au long de l'ouvrage.

## Conclusion
- Si vous ne connaissez pas le sujet, laissez ce bandeau (vous pouvez alors contacter les auteurs).
- Si vous supprimez le contenu mis en cause (vous pouvez préalablement contacter les auteurs),

argumentez précisément cette suppression dans la page de discussion
(un manque de référence n'est pas un argument ; une recherche réelle de référence doit avoir été effectuée, être formellement documentée).
Un index très complet permet de se repérer dans le texte dense du Prix Nobel indien. On y trouve des thèmes techniques économiques bien sûr (bien-être, mondialisation, ressources, théorie du choix rationnel, théorème d'Arrow...), politiques, juridiques et éthiques (vote, république, égalité, droits de l'homme, équité,...), d'actualité (Al Qaïda, Rwanda, féminisme, Japon...), religieux (Bhagavad Gîta, Éthique chrétienne, Musulmans), historiques (Condorcet, Révolution Française, Union Soviétique, Aristote...).
La pensée d'Amartya Sen est celle d'un économiste s'exprimant en philosophie. Ce côté scientifique et ses sources indiennes le rendent sensible à une approche concrète des problèmes d'injustice, appuyées sur des faits et des processus, et non sur des doctrines a priori, et à la nécessité de ce qu'il appelle le "raisonnement public", qu'on pourrait traduire par le "débat démocratique" à toutes les échelles.